# Thal (Overath)
Thal, in Karten auch als Haus Thal verzeichnet, ist ein Ortsteil von Immekeppel in der Stadt Overath im Rheinisch-Bergischen Kreis in Nordrhein-Westfalen, Deutschland. Der Name Haus Thal leitet sich von dem abgegangenen gleichnamigen Wasserschloss Haus Thal ab.

## Lage und Beschreibung
Der Ortsteil Thal ist ein Wohn- und Gewerbegebiet im Sülztal beiderseits der Landesstraße 284, die von Rösrath nach Lindlar führt und hier Haus Thal heißt. Der Ort ist nicht mehr als eigenständiger Wohnplatz zu erkennen, er ist mit dem Kerngebiet des Stadtteils Immekeppel zu einem Siedlungsgebiet zusammengewachsen. Bekanntestes Bauwerk ist eine Gaststätte am Standort des ehemaligen Wasserschlosses.
Ein Pavillon und eine Wetterfahne aus alter Zeit sind unter anderem erhalten geblieben. Der Wassergraben, der den Rittersitz einst umgab, ist mittlerweile mit Erde aufgeschüttet. Die Buslinien 421, 422 und 440 des RVK verbinden Thal mit dem öffentlichen Nahverkehr. Nahegelegene Orte sind Immekeppelerteich, Mittelsteeg und Brodhausen.

## Geschichte
Die Topographia Ducatus Montani des Erich Philipp Ploennies, Blatt Amt Steinbach, belegt, dass der Wohnplatz bereits 1715 als Adelich Haus bezeichnet und als Toll beschriftet ist. Carl Friedrich von Wiebeking benennt die Hofschaft auf seiner Charte des Herzogthums Berg 1789 als Togel. Aus ihr geht hervor, dass der Ort zu dieser Zeit Teil des Oberkirchspiels Immekeppel (zugleich Honschaft Immekeppel) der Pfarre Gladbach im Obergericht Bensberg war.
Der Ort ist auf der Topographischen Aufnahme der Rheinlande von 1817 als Thal verzeichnet. Die Preußische Uraufnahme von 1845 zeigt den Wohnplatz unter dem Namen Thal. Ab der Preußischen Neuaufnahme von 1892 ist der Ort auf Messtischblättern regelmäßig als Hs. Thal oder Haus Thal verzeichnet.
Nach dem Zusammenbruch der napoleonischen Administration und deren Ablösung gehörte der Ort zur Bürgermeisterei Overath im Kreis Mülheim am Rhein. Der 1845 laut der Uebersicht des Regierungs-Bezirks Cöln als ehemaliger Rittersitz kategorisierte und Haus-Thal bezeichnete Ort besaß zu dieser Zeit zwei Wohngebäude mit elf Einwohnern, alle katholischen Bekenntnisses. Die Gemeinde- und Gutbezirksstatistik der Rheinprovinz führt Thal 1871 mit vier Wohnhäusern und 26 Einwohnern auf. Im Gemeindelexikon für die Provinz Rheinland von 1888 werden für Haus Thal fünf Wohnhäuser mit 19 Einwohnern angegeben. 1895 besitzt der Ort vier Wohnhäuser mit 33 Einwohnern und gehörte konfessionell zum katholischen Kirchspiel Immekeppel, 1905 werden fünf Wohnhäuser und 27 Einwohner angegeben.